# Bevergern
Bevergern is een plaats in de Duitse gemeente Hörstel, deelstaat Noordrijn-Westfalen, en telt 4.336 inwoners (2019).
Voor meer informatie zie onder Hörstel.

## Geboren
- Viktor Lutze (1890-1943), nationaalsocialist